# 部分予混合燃焼
部分予混合燃焼（ぶぶんよこんごうねんしょう、英: Partially premixed combustion、PPC）は、将来的に自動車などの内燃機関に採用されることが意図されている現代的な燃焼工程である。PPCI（partially-premixed compression ignition、部分予混合圧縮着火）またはGDCI（gasoline direct-injection compression-ignition、ガソリン直噴圧縮着火）とも呼ばれる。比出力が高く、燃費が良く、排気ガスの汚染が少ないことから、有望な技術とされている。圧縮着火エンジンであるため、混合気は点火プラグからの火花ではなく、圧縮に伴う温度上昇によって着火する。PPCエンジンは圧縮工程中に燃料を噴射、予混合する。この予混合された混合気は、圧縮行程で点火するには希薄すぎるため、最後の燃料噴射が上死点付近で終了した後に混合気は点火する。PPCエンジンの燃費や作動原理はディーゼルエンジンに似ているが、PPCエンジンはさまざまな燃料で運転することができる。また、部分的に予混合された混合気はきれいに燃焼する。PPCエンジンでガソリンを使用する際には、ガソリンの潤滑性の低さとセタン価の低さに起因する課題が生じる。燃料添加剤の使用や、ガソリンとディーゼル、あるいはガソリンとバイオディーゼルの混合燃料を使用することで、ガソリンの様々な問題を軽減することができる。